# New Wave (film)
New Wave (tj. Nová vlna) je francouzský hraný film z roku 2008, který režíroval Gaël Morel podle vlastního scénáře. Film popisuje vztah dvou spolužáků v 80. letech.

## Děj
Éric bydlí na venkově a ve školním roce 1985/1986 nastupuje do posledního ročníku školy. V září do třídy nastoupí nový spolužák Romain, který se chová velmi nekonvenčně. Éric se s ním spřátelí, díky němu se seznamuje s hudební novou vlnou a pomáhá Romainovi natočit videoklip k jeho vlastní písni. Tráví spolu veškerý volný čas k nelibosti Romainovy matky. Tragédie v Romainově rodině následně ovlivní Éricův život a tak se přihlásí na studium na filmové lyceum do Lyonu, aby mohl dokončit Romainův videoklip.

## Obsazení
| Valentin Ducommun | Éric                  |
| Victor Chambon    | Romain                |
| Béatrice Dalle    | Anna, Romainova matka |
| Solenn Jarniou    | Joëlle, Éricova matka |
| Franck Taponard   | Éricův otec           |
| Marc Rioufol      | Jean-Marc             |
| Kevin Messerli    | David                 |
| Loreleï Ploton    | Nathalie              |
| Thomas Dumerchez  | Jérémy                |
| Joëlle Sévilla    | Collinotová           |
| David Garcia      | Fabrice               |
| Stéphane Rideau   | učitel tělocviku      |
| Helena Gonçalves  | učitelka Franquetová  |
| Bertrand Guerry   | knihovník             |

## Zajímavosti
- Film se natáčel na Collège Maurice Utrillo ve městě Limas, kterou navštěvoval režisér Gaël Morel.
- Ariel Kenig a Gaël Morel upravili filmový scénář jako knihu, kterou vydali po názvem New Wave.[2]